# Riccardo Napolitano
Riccardo Napolitano (Napoli, 17 agosto 1928 – Roma, 14 luglio 1993) è stato un regista italiano, attivo in campo documentaristico.

## Biografia
Fondatore del Circolo del Cinema di Napoli, nel 1958 entrò nel direttivo nazionale della Federazione Italiana dei Circoli del Cinema, di cui divenne presidente nazionale nel 1972 e che diresse fino alla morte, nel 1993.
Tra gli anni sessanta e ottanta è stato regista di diversi documentari. È stato uno dei fondatori dell'Archivio audiovisivo del movimento operaio e democratico.
Nel 2009 gli è stato reso omaggio, alla memoria, dalla Mostra del Cinema di Venezia, che ha proiettato quattro suoi documentari nella retrospettiva "Questi fantasmi" curata da Sergio Toffetti, conservatore della Cineteca Nazionale, e dall'Archivio Audiovisivo del Movimento Operaio e Democratico, che gli ha dedicato un convegno di due giorni, aperto dall'allora Presidente della Repubblica Italiana, suo fratello Giorgio.

## Filmografia
- Una moda al giorno (1969)
- 1904, n. 36 (1967)
- Dell'assuefazione (1970)
- Disoccupato (1971)
- L'addio a Enrico Berlinguer (1984)